# Chansons d'amour
Pour la mélodie de Mel Bonis, voir Chanson d'amour. Pour le film de Christophe Honoré, voir Les Chansons d'amour.
Albums de Angelo Branduardi
State buoni se potete
(1984) Branduardi canta Yeats
(1986)
Chansons d'amour est un album de musique interprété par Angelo Branduardi et publié en 1985.

## L'album
Cette compilation de titres interprétés en français, exception faite d'une chanson en italien, est complétée par un inédit : l'adaptation en français d'une chanson extraite de la bande originale du film State buoni se potete.
L'album est l'adaptation française de Canzoni d'amore, album enregistré en 1984 dans le cadre d'un projet avec l'UNICEF.

## Liste des titres
- L'enfant clandestin
- La terre et l'eau
- Le serment du marin
- Couleurs de trottoir
- Ch'io sia la fascia
- Le cerisier
- Chanson pour la plus belle
- Le bateau et le glacier
- Le sang et la chair
- Coquelicot dans la récolte
- Sous le tilleul
- Donna mia
- Loin de la frontière

Textes français d'Étienne Roda-Gil, texte italien de Luisa Zappa-Branduardi, musiques d'Angelo Branduardi